# مازة وهرغان
مازة وهرغان (بالفارسية: مازه وهرگان) هي قرية تقع في قسم بيشكوة موغوئي الريفي في إيران. يقدر عدد سكانها بـ 0 نسمة بحسب إحصاء 2016.